# جوش تايمون
جوش تايمون (بالإنجليزية: mohammed henni)‏ (22 مايو 1999 بكينغستون أبون هال في المملكة المتحدة - ) هو لاعب كرة قدم بريطاني في مركز الدفاع. شارك مع منتخب إنجلترا تحت 17 سنة لكرة القدم. أما مع النوادي، فقد لعب مع هال سيتي.

## وصلات خارجية
- جوش تايمون على موقع قاعدة بيانات كرة القدم.إي يو (الإنجليزية)
- جوش تايمون على موقع Soccerbase.com (لاعب) (الإنجليزية)
- جوش تايمون على موقع Soccerway.com (الإنجليزية)
- جوش تايمون على موقع عالم كرة القدم.نت (الإنجليزية)
- جوش تايمون على موقع AS.com (الإسبانية)